# بين
بين (هانغل: 벤) هي مغنية كورية جنوبية، ولدت في 30 يوليو 1991 في إنتشون في كوريا الجنوبية.

## وصلات خارجية
- بين على موقع ميوزك برينز (الإنجليزية)
- بين على موقع ديسكوغز (الإنجليزية)